# Silver Lake Partners
Silver Lake Partners — американська приватна компанія, що спеціалізується на інвестиціях у нові технології. Заснована в 1999 році, Silver Lake Partners є одним з найбільших у світі інвесторів у технологічні компанії. Серед найвідоміших інвестицій: Avago, Dell, Alibaba, Go Daddy, William Morris Endeavor, IMG Worldwide, Avaya, Sabre Holdings, Skype, GLG, Seagate Technology та NASDAQ.